# Federico Francesco di Meclemburgo-Schwerin
Federico Francesco di Meclemburgo-Schwerin, in tedesco Friedrich Franz Erbgroßherzog von Mecklenburg-Schwerin (Schwerin, 22 aprile 1910 – Amburgo, 31 luglio 2001), è stato un nobile tedesco, principe ereditario di Meclemburgo-Schwerin dal 1910 al 1918.

## Biografia

### I primi anni

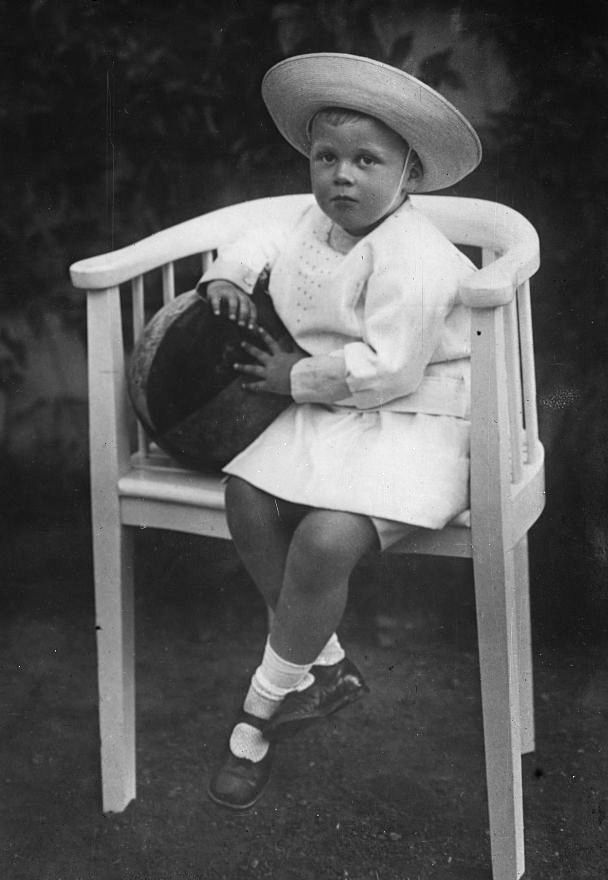
Federico Francesco in una fotografia da bambino

Federico Francesco nacque a Schwerin, figlio primogenito del granduca regnante Federico Francesco IV di Meclemburgo-Schwerin e di sua moglie, la principessa Alessandra di Hannover e Cumberland, figlia del principe ereditario Ernesto Augusto di Hannover e della principessa Thyra di Danimarca. A seguito della sconfitta dell'Impero tedesco nella prima guerra mondiale, suo padre abdicò il 14 novembre 1918.

### Dopo la caduta della monarchia
Nel maggio 1931, contro il volere di suo padre, Federico Francesco aderì alle SS e dal 1936 venne promosso al rango di Hauptsturmführer (capitano). Venne assegnato in Danimarca durante la seconda guerra mondiale e collaborò con la locale ambasceria tedesca come aiutante personale di Werner Best. Nel 1944 trascorse alcuni mesi estivi in servizio nei corpi di carristi delle Waffen-SS.
Nel maggio 1943 suo padre richiese d'urgenza un consiglio famigliare con il quale privò Federico Francesco dei diritti di erede alla guida della famiglia, che passarono al suo fratello minore, il duca Cristiano Luigi di Meclemburgo-Schwerin, che ereditò anche le proprietà della famiglia e succedette, alla morte del padre il 17 novembre 1945, a capo della casata.
Federico Francesco aveva sposato Karin Elisabeth von Schaper (n. 1920), figlia di Walter von Schaper e di sua moglie, la baronessa Louise von Münchhausen, l'11 giugno 1941 nel castello di Wiligrad. La coppia divorziò il 22 settembre 1967, ma si risposò dieci anni dopo, il 27 aprile 1977 a Glücksburg. La morte di suo fratello Cristiano Luigi nel 1996 lasciò a Federico Francesco il diritto di successione come unico membro maschio della casa granducale. Il granduca, però, non aveva avuto figli, mentre suo fratello aveva avuto due figlie, sicché dopo la sua morte, avvenuta nel 2001 ad Amburgo, la casata di Meclemburgo-Schwerin si è estinta.

## Ascendenza
|                                                |                       |                                  | Genitori                                                       |  |  | Nonni |  |  | Bisnonni                                      |  |  | Trisnonni                              |  |
|                                                |                       |                                  |                                                                |  |  |       |  |  | Federico Francesco II di Meclemburgo-Schwerin |  |  | Paolo Federico di Meclemburgo-Schwerin |  |
|                                                |                       |                                  |                                                                |  |  |       |  |  | Federico Francesco II di Meclemburgo-Schwerin |  |  | Paolo Federico di Meclemburgo-Schwerin |  |
|                                                |                       | Alessandrina di Prussia          |                                                                |  |  |       |  |  | Federico Francesco II di Meclemburgo-Schwerin |  |  |                                        |  |
| Federico Francesco III di Meclemburgo-Schwerin |                       |                                  |                                                                |  |  |       |  |  | Federico Francesco II di Meclemburgo-Schwerin |  |  |                                        |  |
|                                                |                       | Augusta di Reuss-Köstritz        | Enrico LXIII di Reuss-Köstritz                                 |  |  |       |  |  |                                               |  |  |                                        |  |
|                                                |                       | Augusta di Reuss-Köstritz        | Enrico LXIII di Reuss-Köstritz                                 |  |  |       |  |  |                                               |  |  |                                        |  |
|                                                |                       | Augusta di Reuss-Köstritz        | Eleonora di Stolberg-Wernigerode                               |  |  |       |  |  |                                               |  |  |                                        |  |
| Federico Francesco IV di Meclemburgo-Schwerin  |                       | Augusta di Reuss-Köstritz        |                                                                |  |  |       |  |  |                                               |  |  |                                        |  |
|                                                |                       | Michail Nikolaevič Romanov       | Nicola I di Russia                                             |  |  |       |  |  |                                               |  |  |                                        |  |
|                                                |                       | Michail Nikolaevič Romanov       | Nicola I di Russia                                             |  |  |       |  |  |                                               |  |  |                                        |  |
|                                                |                       | Michail Nikolaevič Romanov       | Carlotta di Prussia                                            |  |  |       |  |  |                                               |  |  |                                        |  |
| Anastasija Michajlovna Romanova                |                       | Michail Nikolaevič Romanov       |                                                                |  |  |       |  |  |                                               |  |  |                                        |  |
|                                                |                       | Cecilia di Baden                 | Leopoldo di Baden                                              |  |  |       |  |  |                                               |  |  |                                        |  |
|                                                |                       | Cecilia di Baden                 | Leopoldo di Baden                                              |  |  |       |  |  |                                               |  |  |                                        |  |
|                                                |                       | Cecilia di Baden                 | Sofia Guglielmina di Svezia                                    |  |  |       |  |  |                                               |  |  |                                        |  |
| Federico Francesco di Meclemburgo-Schwerin     |                       | Cecilia di Baden                 |                                                                |  |  |       |  |  |                                               |  |  |                                        |  |
|                                                | Giorgio V di Hannover | Ernesto Augusto I di Hannover    |                                                                |  |  |       |  |  |                                               |  |  |                                        |  |
|                                                | Giorgio V di Hannover | Ernesto Augusto I di Hannover    |                                                                |  |  |       |  |  |                                               |  |  |                                        |  |
|                                                | Giorgio V di Hannover | Federica di Meclemburgo-Strelitz |                                                                |  |  |       |  |  |                                               |  |  |                                        |  |
| Ernesto Augusto di Hannover                    | Giorgio V di Hannover |                                  |                                                                |  |  |       |  |  |                                               |  |  |                                        |  |
|                                                |                       | Maria di Sassonia-Altenburg      | Giuseppe di Sassonia-Altenburg                                 |  |  |       |  |  |                                               |  |  |                                        |  |
|                                                |                       | Maria di Sassonia-Altenburg      | Giuseppe di Sassonia-Altenburg                                 |  |  |       |  |  |                                               |  |  |                                        |  |
|                                                |                       | Maria di Sassonia-Altenburg      | Amalia di Württemberg                                          |  |  |       |  |  |                                               |  |  |                                        |  |
| Alessandra di Hannover e Cumberland            |                       | Maria di Sassonia-Altenburg      |                                                                |  |  |       |  |  |                                               |  |  |                                        |  |
|                                                |                       | Cristiano IX di Danimarca        | Federico Guglielmo di Schleswig-Holstein-Sonderburg-Glücksburg |  |  |       |  |  |                                               |  |  |                                        |  |
|                                                |                       | Cristiano IX di Danimarca        | Federico Guglielmo di Schleswig-Holstein-Sonderburg-Glücksburg |  |  |       |  |  |                                               |  |  |                                        |  |
|                                                |                       | Cristiano IX di Danimarca        | Luisa Carolina d'Assia-Kassel                                  |  |  |       |  |  |                                               |  |  |                                        |  |
| Thyra di Danimarca                             |                       | Cristiano IX di Danimarca        |                                                                |  |  |       |  |  |                                               |  |  |                                        |  |
|                                                |                       | Luisa d'Assia-Kassel             | Guglielmo d'Assia-Kassel                                       |  |  |       |  |  |                                               |  |  |                                        |  |
|                                                |                       | Luisa d'Assia-Kassel             | Guglielmo d'Assia-Kassel                                       |  |  |       |  |  |                                               |  |  |                                        |  |
|                                                |                       | Luisa d'Assia-Kassel             | Luisa Carlotta di Danimarca                                    |  |  |       |  |  |                                               |  |  |                                        |  |
|                                                |                       | Luisa d'Assia-Kassel             |                                                                |  |  |       |  |  |                                               |  |  |                                        |  |